# Pedaria ovata
Pedaria ovata là một loài bọ cánh cứng trong họ Bọ hung (Scarabaeidae).